# 生命保険修士
生命保険修士(せいめいほけんしゅうし、英:SLU=Senior Life Underwriter)とは日本の生命保険分野における民間資格の一つ。資格称号の一種。修士という名称を含むが学位とは無関係である。

## 概要
生命保険修士は生命保険アンダーライティング学院が認定する民間資格で同学院の卒業生に与えられる称号をいう。原則として2年以上、生命保険営業員の経験を有し、社団法人生命保険協会が実施する生命保険大学課程試験TLC(生命保険協会認定FP)に合格した者で公益社団法人生命保険ファイナンシャルアドバイザー協会の推薦を得た者が同学院を受講することができる。開校時期は毎年9月で翌年8月までの約1年間、毎週土曜日、大学教授をはじめとした講師陣の下で文学・法学・経済学など7科目の一般科目と社会保障論・生命保険理論など7科目の専門科目を履修する。卒業後は生命保険アンダーライティング学院の学則第15条に基づき、学院内に設置された生命保険修士会に所属する。同会では会員に対して、定期的な研修のほか、厚生事業の推進、会報『信』の発行、同会のあり方について分析･調査し提言するなどの活動を行っている。

### URL
- 生命保険アンダｰライティング学院 - ウェイバックマシン（2002年11月23日アーカイブ分）
- 生命保険修士会